# Xanthorhoe tamsi
Xanthorhoe tamsi là một loài bướm đêm trong họ Geometridae.